# Joel Nicolau
Joel Nicolau Beltrán (Llofriu, 23 dicembre 1997) è un ciclista su strada spagnolo che corre per il team Caja Rural-Seguros RGA; è professionista dal 2019.

## Palmarès

### Strada
- 2018 (Caja Rural-Seguros RGA U23, una vittoria)

Loinatz Proba

#### Altri successi
- 2022 (Caja Rural-Seguros RGA)

Classifica scalatori Giro di Norvegia
Classifica scalatori Giro del Lussemburgo
- 2023 (Caja Rural-Seguros RGA)

Classifica scalatori Giro di Norvegia

## Piazzamenti

### Classiche monumento
- Vuelta a España

2023: 100°